# Герб Коломиї
Герб Коломи́ї — це офіційний геральдичний символ міста Коломия Івано-Франківської області.
Герб міста Коломиї більшістю голосів затверджений на 4-й сесії Коломийської міської Ради народних депутатів І демократичного скликання 22 березня 1991 року. Ухвала № 77.

## Історія
Данило на свої вежі під Холмом повісив, як герб, орла; пізнішим галицьким князям за державний знак правив лев.
«Пізнішим галицьким князям…» очевидно, починаючи від Льва Даниловича, на честь якого князь Данило засноване ним місто назвав Львовом. Виходячи з цього, можна робити висновок, що геральдичний лев як символ Галичини не має прямого фаунального походження, як це прийнято в геральдиці, а має особливу генезу: наслідує ім’я конкретної людини — Льва, Данилового сина. 

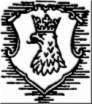
Стародавній герб Коломиї.

16 жовтня 1395 року польсько-литовський король Владислав II Ягайло (литовець за походженням) надав м. Коломиї герб на знак надання місту магдебурзького права. Оскільки в той час Галичина (а в її складі і Коломия) практично була колонією польсько-литовської держави, то, відповідно, головною фігурою наданого герба в біло-червоних кольорах була тільки голова орла.
З першим поділом Польщі (1772 р.) Коломия опинилась у складі володінь Австро-Угорської імперії. На гербових печатках магістрату міста тих часів (музей історії міста Коломиї) ми бачимо: 
- 1862 рік — орел з одним крилом (за деякими даними Коломия тоді залежала від молдавського князя);
- 1893, 1899, 1906 рр. — пів-орла (в той час за Коломиєю нібито числилась податкова заборгованість).

У 1919 р. Коломия знов потрапила під владу Польщі. На круглій гербовій печатці магістрату Коломиї 1929 р., 1930 р., знову бачимо голову орла на німецькому щиті (тарч), а з 1939 р. і того не стало.
Фрагментарність головної фігури герба тих часів свідчить про те, що хоч Коломия і мала магдебурзьке право, але була залежною від чужинців. Настав довгожданний історичний момент, коли Україна стала самостійною державою, і Коломия гідна мати на своєму гербі не частину орла — «орлятко», з королівської ласки…, — а цілого птаха у повний зріст, гордого карпатського беркута. 
Оскільки головною фігурою наданого Ягайлом герба була голова саме орла, а не лева, тому якраз орел історично заслуговує на місце на гербі.
Перед відзначенням 750-річчя Коломиї в 1986 р. був оголошений конкурс на найкращий проект герба міста. В результаті конкурсних баталій найкращим проектом герба було визнано і підтверджено комісією науковців-мистецтвознавців Івано-франківського Прикарпатського університету проект герба, автор якого — коломиєць Михайло Довірак. Основою його є загальноприйнятий геральдичний щит, осередині якого — коло, як символ руху, єдності, нескінченності, символ однієї з легенд про походження назви міста. Разом з тим це ворота до краю. 
Коло уособлює в собі концепцію назви міста: «Я» об’єднується в «ми», а «ми» утворюють коло єдності. 
На колі в оборонній позі стоїть розкрилений беркут, який охороняє чистоту природного середовища, матеріальні і духовні скарби Коломийської землі. 
В образі беркута — борці за волю і незалежність України: опришки, Січові Стрільці, вояки УПА та інші. 
Синє тло щита символізує карпатські верховини, ріку Прут, а на геральдичній мові — духовність, добрі надії, сподівання. Жовта барва (у геральдиці «золото») — відродження, багатство. Крім того в композиції із золотистого кола і беркута на синьому щиті в цілому прочитується життєдайне сонце і вільний птах у чистому блакитному небі. Корона, виконана у вигляді тризуба — українського державного Герба ще з часів князя Володимира Великого, — символізує споконвічну приналежність Коломиї до України. 
За геральдичною традицією на практиці логічно намагаються зберігати старі герби. Новий герб Коломиї є удосконаленням старого з радикальними ідейно-мотивованими корекціями (орел цілий, у повний ріст, над головою корона у вигляді тризуба, герб виконаний в українських національних барвах), які підтверджують той факт, що Коломия споконвічно була і завжди буде українським містом.

## Виноски
1. ↑  Крип’якевич І. П. Історія України. — Львів: Вид-во «Світ», 1990 р. — ст. 93
2. ↑  Акти ґродські і земські [Архівовано 9 липня 2018 у Wayback Machine.]. — Львів, 1870. — Т. 3. (пол., лат.) с. 110-111, LIX.
3. ↑  Згідно з монографією А. Б. Лакіера «Геральдика» (стор. 42), коли в зображенні орла не вистачає якоїсь частини тіла, то він в геральдиці називається «орлятком»…